# Ŝ
Ŝ (gemenform: ŝ) är den latinska bokstaven S med en cirkumflex accent över. Ŝ används i esperanto där den uttalas [ʃ] (tonlös postalveolar frikativa). Ŝ kan också skrivas sh eller sx. 
Vid translitteration av ryska till det latinska alfabetet enligt ISO 9 används bokstaven för att translitterera bokstaven Щ. 

## Liknande bokstäver
- Sh
- Š
- Ş
- Ш